# La Fille avec du caractère
Pour plus de détails, voir Fiche technique et Distribution.
La Fille avec du caractère (Девушка с характером, Devushka s kharakterom) est un film soviétique réalisé par Konstantin Youdine, sorti en 1939,.

## Fiche technique
- Photographie : Timofeï Lebechev
- Musique : Dannil Pokrass, Dmitri Pokrass
- Décors : Georgiï Grivtsov